# Alexandra Hiersemann

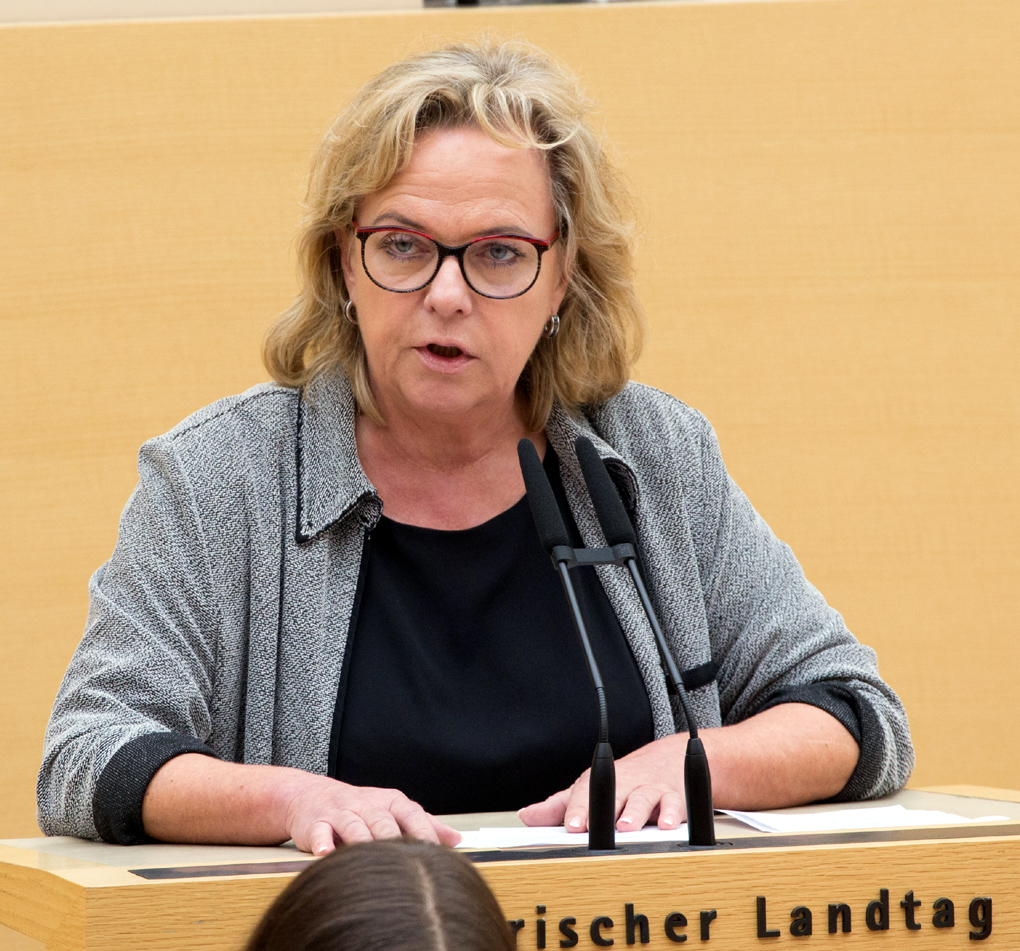
Alexandra Hiersemann (Okt. 2019)

Alexandra Hiersemann (* 21. Oktober 1960 in Köln) ist eine deutsche Rechtsanwältin und Politikerin (SPD). Sie war von 2013 bis 2023 Mitglied des Bayerischen Landtags.

## Leben und Wirken
Nach dem Abitur 1979 in Düsseldorf studierte sie zwischen 1979 und 1988 Rechtswissenschaften an der Universität Würzburg und schloss mit den beiden Staatsexamina ab. In den folgenden beiden Jahren arbeitete sie als Assistentin der Geschäftsführung bei einem gemeinnützigen Suchthilfekonzern in München. Ab 1990 war sie Referentin für Verfassungs-, Rechts- und Kommunalfragen der SPD-Fraktion im Bayerischen Landtag.
Nach der Heirat mit dem SPD-Politiker Karl-Heinz Hiersemann (1944–1998) und der Geburt eines Sohnes nahm sie von 1994 bis 1997 Erziehungszeit. Seit 1999 ist sie als selbständige Rechtsanwältin tätig und beriet die SPD-Landtagsfraktion. Zudem war sie stellvertretende Vorsitzende der Landesschiedskommission der BayernSPD.
Bei der Landtagswahl in Bayern 2013 zog sie über die Liste im Wahlkreis Mittelfranken als Abgeordnete in den Bayerischen Landtag ein und wurde dort Mitglied des Ausschusses für Eingaben und Beschwerden, in dem sie von 2016 bis 2018 stellvertretende Vorsitzende war. Zudem war sie Mitglied des Ausschusses für Verfassung, Recht, Parlamentsfragen und Integration in der 17. Legislaturperiode sowie vom Juni 2020 bis Juni 2021. Hiersemann kritisierte im Februar 2017 die Entscheidung der CSU, abgelehnte Asylbewerber trotz der unsicheren Lage weiterhin nach Afghanistan abzuschieben. 2018 zog sie über die Liste erneut in den Landtag ein. Zur Landtagswahl 2023 trat sie nicht erneut an.
Hiersemann ist verwitwet und Mutter eines Kindes.